# Heřmánkovec nevonný

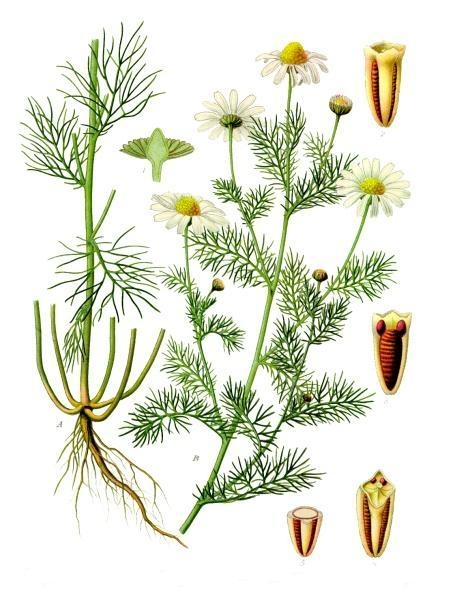
Nákres heřmánkovce nevonného

Heřmánkovec nevonný (Tripleurospermum inodorum) je poměrně hojná a konkurenčně silná plevelná bylina podobná heřmánku. Je jediným druhem z rodu heřmánkovec, který v přírodě České republiky roste.

## Rozšíření
Vyskytuje se téměř v celé Evropě vyjma jihu Pyrenejského, Apeninského, Balkánského poloostrova a nejsevernějších oblastí kontinentu. Dále směrem na východ je rozšířen do okolí Kavkazu a přes Střední a severní Asii až na Dálný východ. Druhotně byl zavlečen do Severní a Jižní Ameriky, stejně jako na Nový Zéland.
V současnosti je znám především z druhotných stanovišť vytvořených lidskou činností. V České republice se obvykle vyskytuje na synantropních stanovištích, jako jsou například pole, vinice, úhory, rumiště, okraje cest, štěrkové náspy železničních tratí, odvaly lomů nebo výsypky. Nejlépe roste na písčitých půdách dobře zásobených dusíkem, snáší ale všechny půdní typy i běžné zasolení (např. okolo silnic). Svou výškou a mírou rozvětvení ukazuje na charakter osídlených stanovišť. Roste od nížin až do podhůří, ojediněle je krátkodobě zavlékán i do nadmořské výšky okolo 1100 m.

## Popis
Jednoletá, ozimá nebo vzácně dvouletá rostlina z jejíhož kořene až 1 m dlouhého vyrůstá lodyha vysoká 20 až 70 cm. Lodyha bývá zelená nebo je červenavě naběhlá, přímá nebo jen zřídka poléhavá a v horní půli je většinou silně rozvětvená. Tmavozelené listy, dlouhé 4 až 6 cm, rostoucí v přízemní růžici jsou řapíkaté, v obryse vejčité a bývají dvakrát až třikrát jemně peřenosečné. Jejich nitkovité úkrojky, dlouhé až 2 cm, jsou na spodní straně žlábkovité a na koncích hrotité. Lodyžní listy obdobného tvaru vyrůstají střídavě a jsou přisedlé. Spodní listy v době kvetení již usychají.
Rostlina může mít 10 až 200 květních úborů o průměru do 4 cm, které vyrůstají na dlouhých stopkách ve vrcholech větví. Květy v terči mají zlatožluté trubkovité koruny s pěti cípy a jsou oboupohlavné. Rovnoměrně rozložené bílé okrajové květy (10 až 25) jsou jazykovité a jen samičí. Lysé květní lůžko úboru je polokulovitého tvaru. Víceřadý polokulovitý zákrov má listeny vnější úzce trojúhelníkovité a vnitřní o něco širší; listeny mají po obvodě tenký bezbarvý až nahnědlý lem. Rostliny kvetou od června do pozdního podzimu a na jedné rostlině dozraje až 50 000 semen. opylovány jsou nejčastěji hmyzem z řádu dvoukřídlých.
Semena jsou podlouhlé klínovité nažky s tupými konci, mají tříhranný průřez a jsou přibližně 2 mm dlouhé a 0,8 mm široké. Nažky jsou tmavé, vrásčité, mají na jedné straně tři nažloutlá podélná žebra a na druhé v blízkosti vrcholu dva pryskyřičné kanálky. U vrcholu jsou límcovitě rozšířena a nemají chmýr.

## Cytotypová diverzita
Heřmánkovec nevonný se vyskytuje jako diploidní (2n=2x=18) nebo tetraploidní (2n=4x=36), někdy i jako jejich triploidní kříženec (2n=3x=27), který je obvykle neplodný. U rostlin s různou ploidií rostoucích na stejném stanovišti jsou tetraploidi při růstu rychlejší, lodyhy mají vzpřímenější a dosahují větší výšky, jejich nažky lépe klíčí a květy mají dvojnásobně velká pylová zrna.

## Rozmnožování

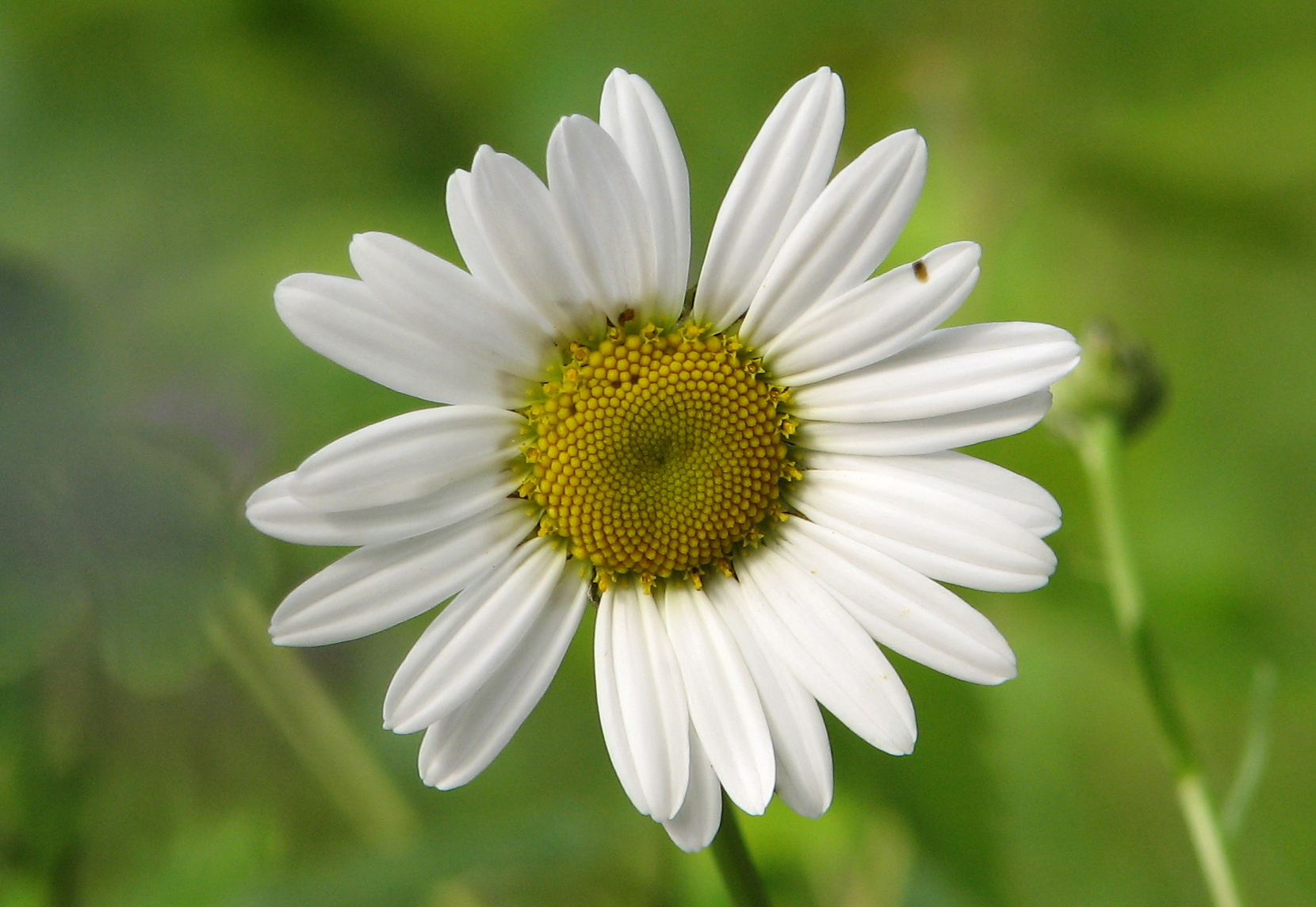
Květní úbor

Druh se rozšiřuje semeny – nažkami, které jsou nestejně dormantní, z půdy vyklíčí i po pěti létech. Převážná část zralých semen vypadá na polích, menší část rostoucí v obilovinách se sklidí i s obilkami a může se dostat do osiva. Asi třetina semen si podrží klíčivost i po projití zažívacím ústrojím skotu. Rozšiřuje se z rostlin rostoucích na polích nebo na neobdělávaných pozemcích v okolí, špatně vyčištěným osivem, statkovými hnojivy a povrchovou vodou.
Vysypaná semena postupně vzcházejí při teplotě nad 20 °C, nesmí ale být v půdě hlouběji než 1 cm. Semenáčky, které vyklíčí v létě a do podzimu nevykvetou, přezimují pod sněhem a zjara pokračují v růstu. Přízemní větve rozložené po půdě ojediněle zakoření a vytvoří listové růžice, které dají vyrůst novým rostlinám.

## Význam
Heřmánkovec nevonný je považován za významný, konkurenčně velmi silný plevel. Je jedním z nejrozšířenějších a nejobtížnějších plevelů v Česku. Zapleveluje všechny plodiny, zvláště ozimé obiloviny a řepku, okopaniny i víceleté pícniny. Na úrodných, výživných a vlhkých půdách vyrůstají široce rozvětvení jedinci. Po posečení před vytvořením semen snadno od báze obrůstá a pokud v tomto roce nestačí vykvést, stává se dvouletkou. Užitkové rostliny stíní před sluncem a silným kořenem jim ubírá vláhu i živiny. Základním způsobem, jak omezit jeho výskyt, je dodržovat určené osevních postupy a ve správných termínech pečovat o půdu (podmítka, vláčení). V případě místního přemnožení je vhodné používat herbicidy, na které je citlivý.

## Poznámka
V Kanadě přistoupili k biologickému omezování výskytu heřmánkovce nevonného za pomoci domácích druhů hmyzu, bejlomorky Rhopalomyia triplospermi, která poškozuje listy, a nosatce Omphalapion hookeri, který napadá dozrávající semena.